# Antaliya
Antaliya è una suddivisione dell'India, classificata come census town, di 4.989 abitanti, situata nel distretto di Navsari, nello stato federato del Gujarat. In base al numero di abitanti la città rientra nella classe VI (meno di 5.000 persone).

## Geografia fisica
La città è situata a 20° 45' 03 N e 72° 59' 11 E.

## Società

### Evoluzione demografica
Al censimento del 2001 la popolazione di Antaliya assommava a 4.989 persone, delle quali 2.707 maschi e 2.282 femmine. I bambini di età inferiore o uguale ai sei anni assommavano a 506, dei quali 256 maschi e 250 femmine. Infine, coloro che erano in grado di saper almeno leggere e scrivere erano 3.795, dei quali 2.228 maschi e 1.567 femmine.